# Заремби-Сьвенхи
Заремби-Сьвенхи (пол. Zaręby-Święchy) — село в Польщі, у гміні Чижев Високомазовецького повіту Підляського воєводства.
Населення — 59 осіб (2011).
У 1975-1998 роках село належало до Ломжинського воєводства.

## Демографія
Демографічна структура станом на 31 березня 2011 року:
|          | Загалом | Допрацездатний вік | Працездатний вік | Постпрацездатний вік |
| -------- | ------- | ------------------ | ---------------- | -------------------- |
| Чоловіки | 34      | 11                 | 21               | 2                    |
| Жінки    | 25      | 6                  | 12               | 7                    |
| Разом    | 59      | 17                 | 33               | 9                    |